# Only Way
"Only Way" es una canción de la banda de adoración contemporánea australiana Planetshakers. Fue lanzado el 8 de marzo de 2019 como el sencillo principal de su álbum en vivo, Rain (2019). La canción fue escrita por Joth Hunt y Samantha Evans. Apareció en el EP Rain, Part 2.

## De fondo
En enero de 2019, Joth Hunt fue diagnosticado con cáncer y debido a su enfermedad escribió las canciones "Only Way" y "God Is On The Throne", canciones que habla acerca de la situación de Hunt. Después de 10 días, el médico realizó una operación en la que después de un análisis más detallado, el cáncer desapareció.

## Recepción  de la crítica
Joshua Andre de 365 Days of Inspiring Media dijo: "Probablemente la canción más personal y emocional que Planetshakers haya grabado," Only Way " es un himno explosivo de pop / rock con guitarras, que se lanzó este mes y está inspirado en la tumultuosa prueba de la cirugía del cantante principal Joth Hunt para extirpar un tumor canceroso a principios del año pasado. Con Joth en medio de una situación desesperada, nació "Only Way", y como Joth ha sido reconfortado por su propia canción; también quiere que otros en Australia y en el mundo entero sean impactados por Dios moviéndose en su propia vida."

## Video musical
El video musical oficial de la canción se lanzó el 6 de marzo de 2019 y ha obtenido más de 2,7 millones de visitas hasta enero de 2021.

## Charts
| Chart (2019)                          | Posición alta |
| ------------------------------------- | ------------- |
| EE. UU. Christian Airplay (Billboard) | 48            |

## Historia de lanzamiento
| Región         | Fecha              | Formato          | Etiqueta                                             | Ref.   |
| -------------- | ------------------ | ---------------- | ---------------------------------------------------- | ------ |
| Worldwide      | 8 de marzo de 2019 | Descarga digital | Planetshakers Ministries International Venture3Media |        |
| Estados Unidos | 20 de mayo de 2019 | Radio cristiana  | Planetshakers Ministries International Venture3Media | [ 16 ] |